# Zamek Himeji
Zamek Himeji (jap. 姫路城 Himeji-jō), także: Zamek Białej Czapli (jap. 白鷺城 Hakuro-jō, Shirasagi-jō) – zamek w Japonii, w centrum miasta Himeji, w prefekturze Hyōgo, około 50 km na zachód od Kobe. 
Jest to jedna z najstarszych, istniejących do dziś budowli Japonii. Została wpisana na listę światowego dziedzictwa UNESCO. Wraz z zamkami: Matsumoto, Inuyama i Hikone posiada status Skarbu Narodowego Japonii, a z zamkami Matsumoto i Kumamoto tworzy trójkę najważniejszych zamków Japonii. 

## Nazwa zamku
Zamek został zbudowany na wzgórzu o wysokości 45,6 m n.p.m., które nosiło różne nazwy: Hime-yama, Himeji-no-oka, Sakuragi-yama (ze względu na kwitnące tam drzewa sakury, które istnieją do dziś) lub Sagi-yama (wzgórzem Czapli, ze względu na ich liczną tam obecność). 
Na temat powstania często używanej nazwy zamek Shirasagi (zamek Białej Czapli) wywodzone są następujące przyczyny:
- ściany pokryte białym gipsem są w kontraście do czarnej elewacji, odległego o ok. 80 km, zamku Okayama (zamku Kruka, 烏城 U-jō Corvus – ptak z rodziny krukowatych)[b];
- wzgórze Hime-yama, na którym stoi zamek, nazywane jest popularnie Sagi-yama czyli wzgórzem Czapli;
- białe ściany przypominają białe skrzydła czapli rozpościerającej skrzydła do lotu;
- w miejscu tym mieszkało wiele ślepowronów od najdawniejszych czasów[1].

## Historia
Pierwotną konstrukcją na wzgórzu Hime-yama był fort wzniesiony w 1333 roku przez shugo-daimyō Norimurę Akamatsu (1277–1350), władcę regionu Harima (ob. prefektura Hyōgo). Jego syn, Sadanori, zbudował w 1346 roku w tym samym miejscu pełnowymiarowy zamek. Jest to bowiem strategiczny punkt wzdłuż zachodniego podejścia do dawnej stolicy Kioto. Na przestrzeni wieków był on powiększany przez różne klany feudalne, które rządziły regionem. Składa się z ponad osiemdziesięciu budynków rozmieszczonych na terenie o wielkości 150 ha. 
W 1581 roku Hideyoshi Toyotomi (1536–1598) dobudował trzypiętrową wieżę zamkową. 
Po bitwie pod Sekigaharą w 1600 roku Ieyasu Tokugawa (1543–1616) osadził na zamku swojego zięcia Terumasę Ikeda (1565–1613), który od 1601 roku prowadził przez dziewięć lat generalną przebudowę. Podwyższył główną wieżę (tenshu, tenshukaku) do pięciu pięter i dobudował trzy mniejsze. Ostatnim elementem rozbudowy była zachodnia baszta (yagura) z przeznaczeniem dla księżniczki Sen (1597–1666), najstarszej córki sioguna Hidetady Tokugawa (1581–1632). Została ona ukończona w 1618 roku.
Zamek Himeji nigdy nie został zniszczony przez trzęsienia ziemi, pożary, ani w czasie walk, nawet w czasie II wojny światowej. Zachował przez to swój oryginalny kształt przez 400 lat i przetrwał do dziś jako jeden z dwunastu oryginalnych zamków w kraju.
Do czasu restauracji Meiji zamek był we władaniu potomków kilku rodów. W 1869 roku, po upadku systemu feudalnego, został przejęty przez rząd japoński.
W 1993 roku zamek został wpisany na listę światowego dziedzictwa UNESCO, a w 2006 roku otrzymał numer 59. na liście 100 słynnych zamków japońskich.

## Architektura
Kompleks zamkowy Himeji składa się z 83 budynków z rozwiniętymi i pomysłowymi systemami i urządzeniami ochronnymi. Jest arcydziełem budownictwa drewnianego, łączącego jego funkcje z estetyką, zarówno w eleganckim wyglądzie, jak i w relacji między bryłami budynku a wielowarstwowymi dachami.
Jednym z najważniejszych elementów obronnych zamku (i prawdopodobnie najsłynniejszym) jest skomplikowany labirynt ścieżek wiodących do głównej warowni. Bramy oraz wewnętrzne i zewnętrzne mury zamkowego kompleksu tak skonstruowano, że utrudniały ataki poprzez rozpraszanie wrogich wojsk wśród wielu ślepych zaułków. Pozwalało to obserwować i ostrzeliwać intruzów z wnętrza warowni z łuków, arkebuzów, obrzucać kamieniami i gorącym piaskiem. Himeji jednak nigdy nie był zdobywany, więc system nie został sprawdzony. 
Pod względem topograficznym Himeji należy do zamków typu hirayama-jiro, czyli budowanych na wzgórzach występujących na terenie równinnym.
W dniu 27 marca 2015 roku dokonano ponownego całkowitego otwarcia zamku dla zwiedzających po kilkuletniej, gruntownej renowacji.

## Galeria

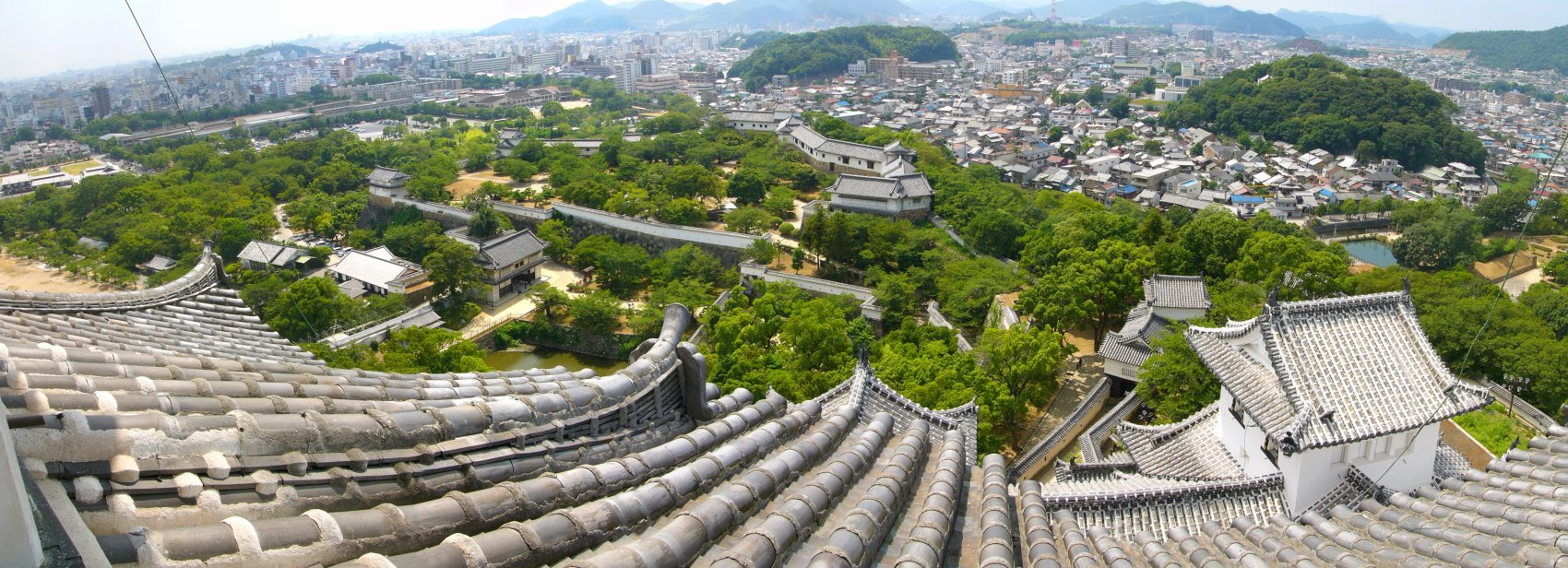
Panorama okolic zamku i miasta Himeji

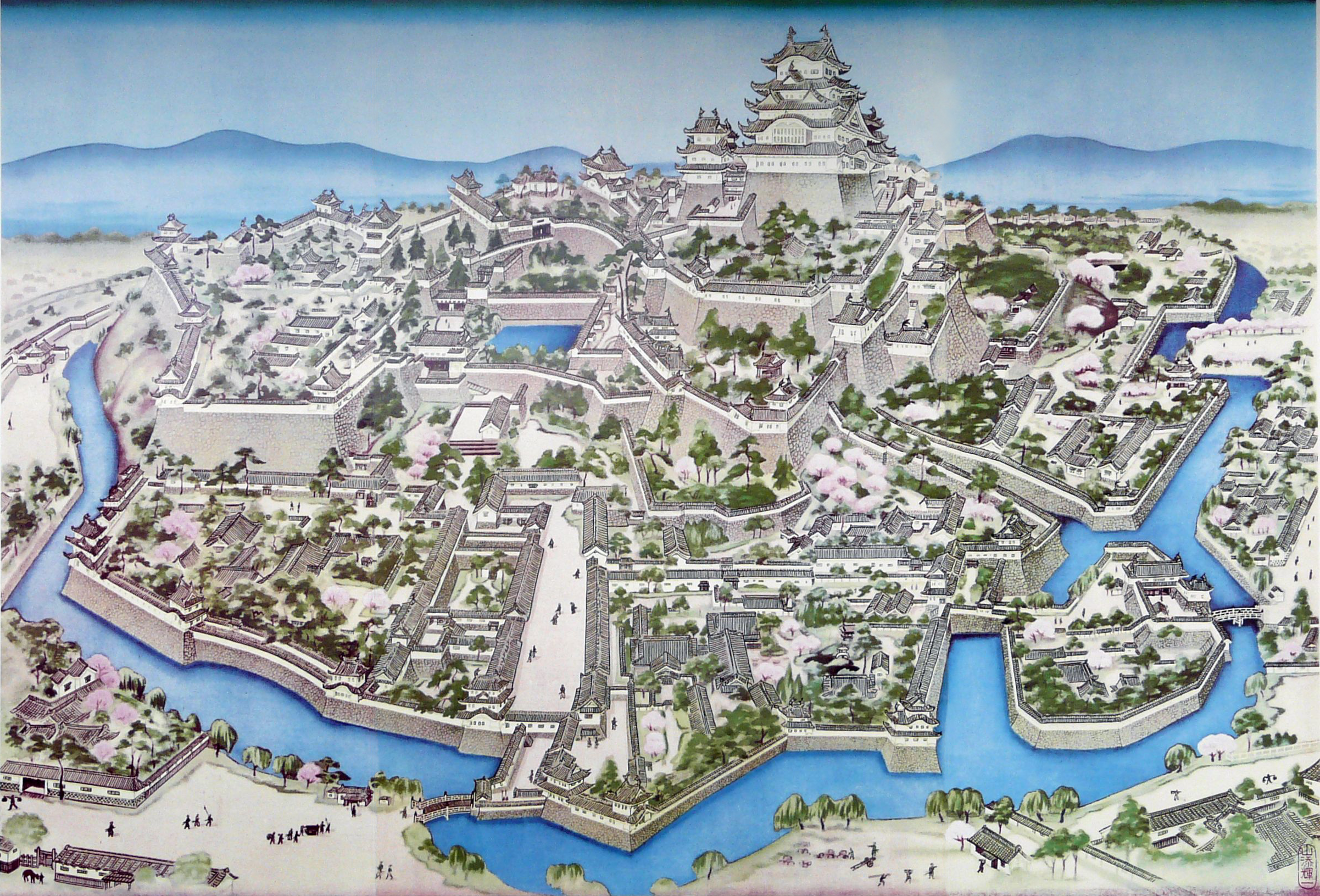
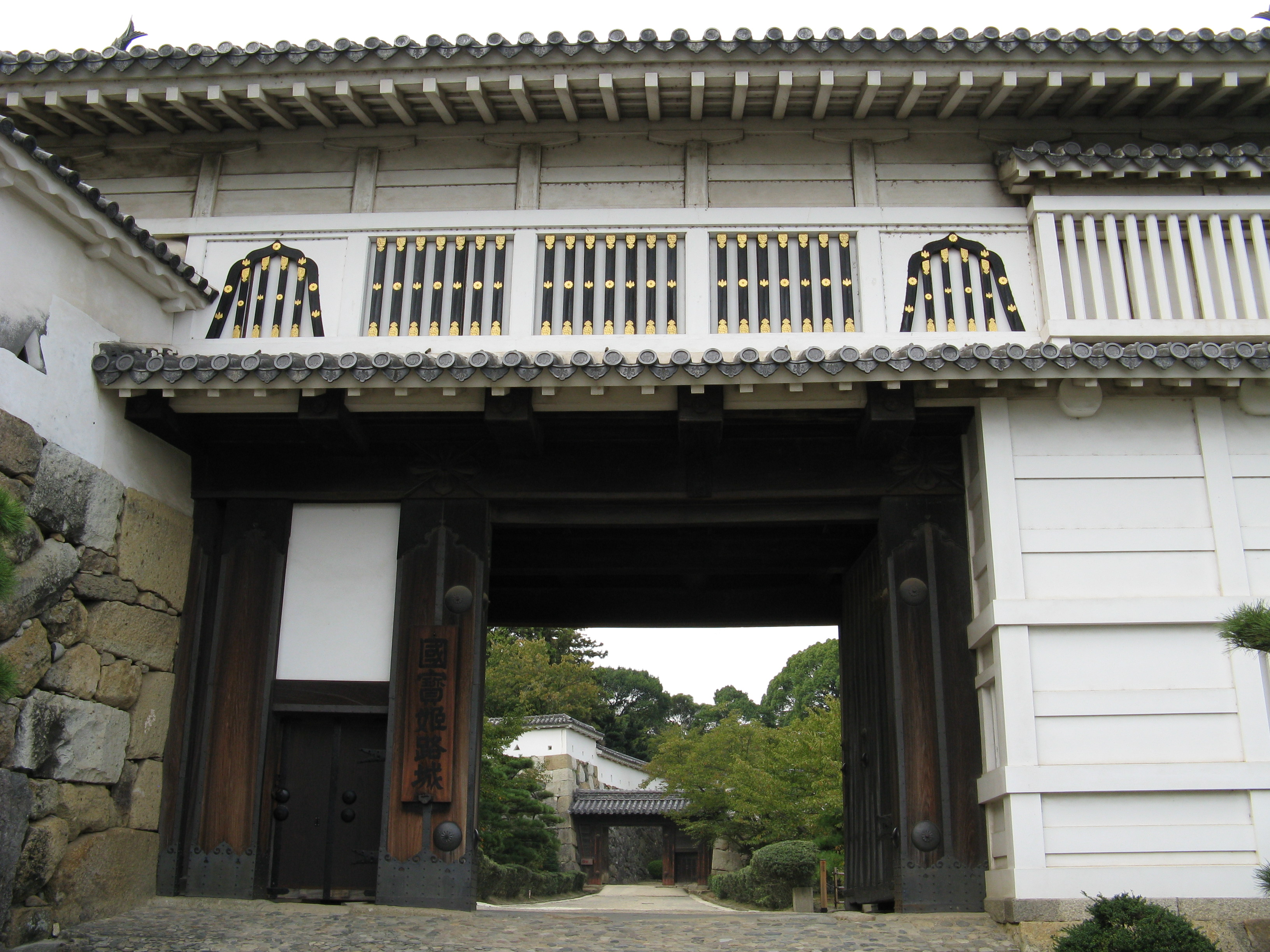
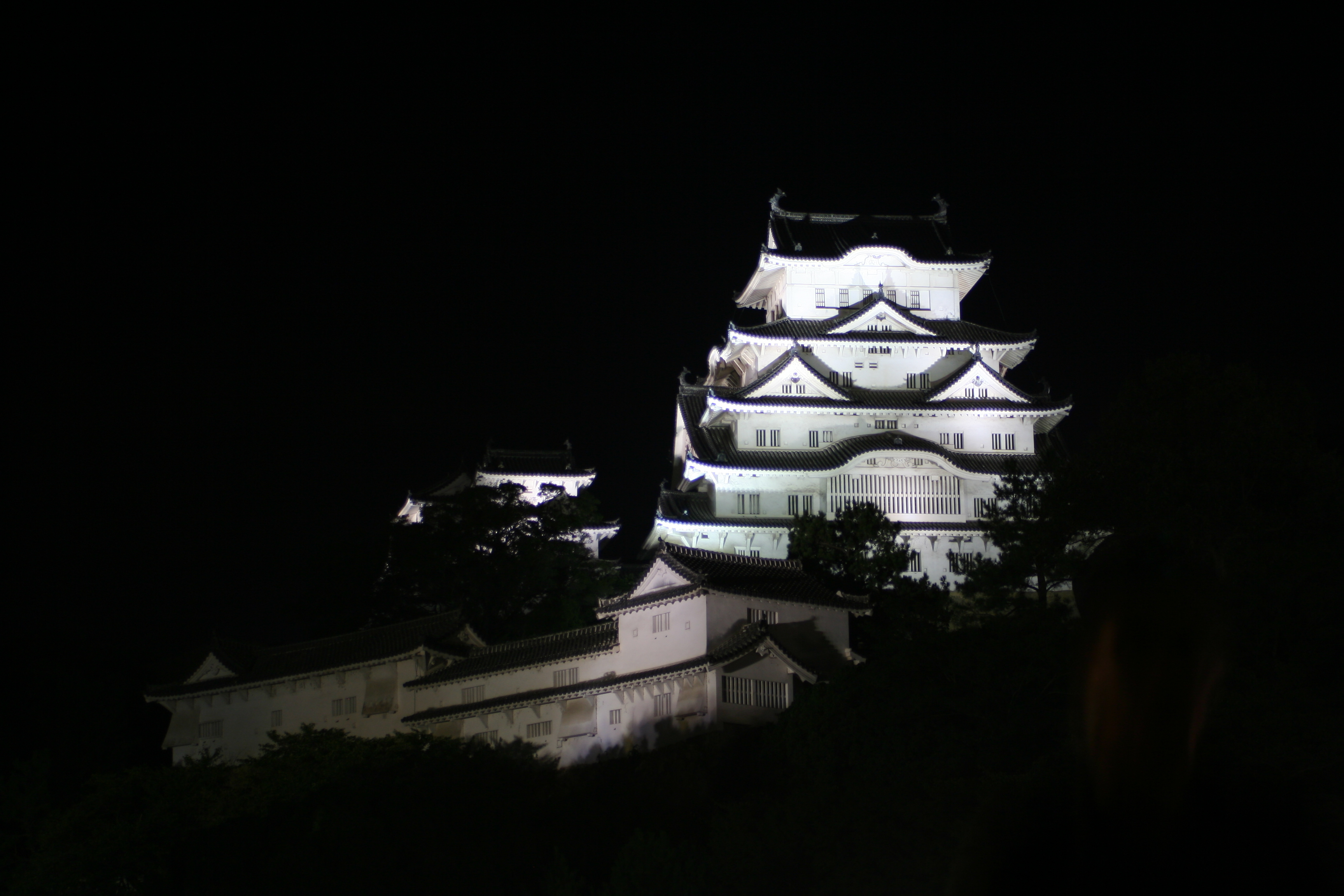
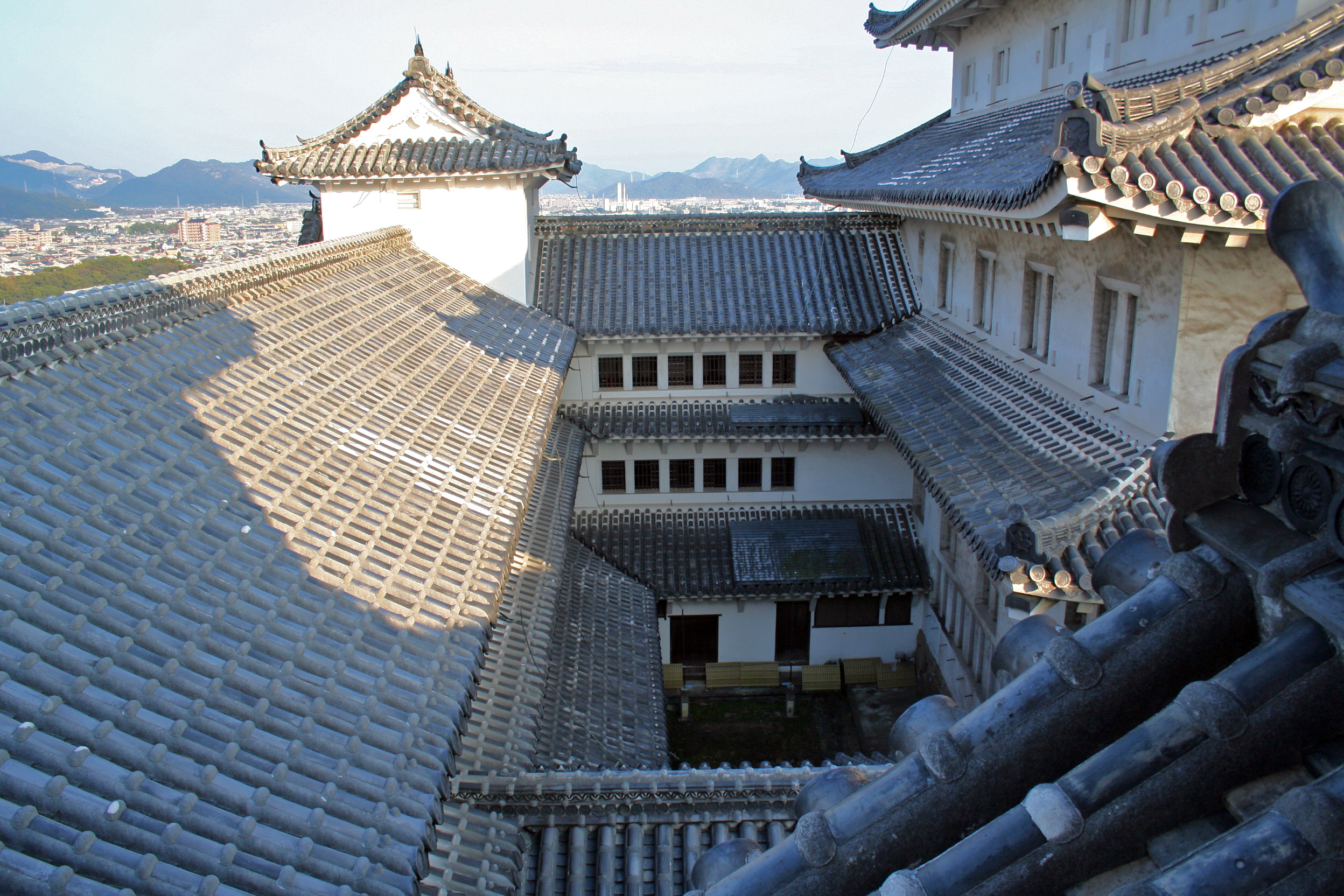
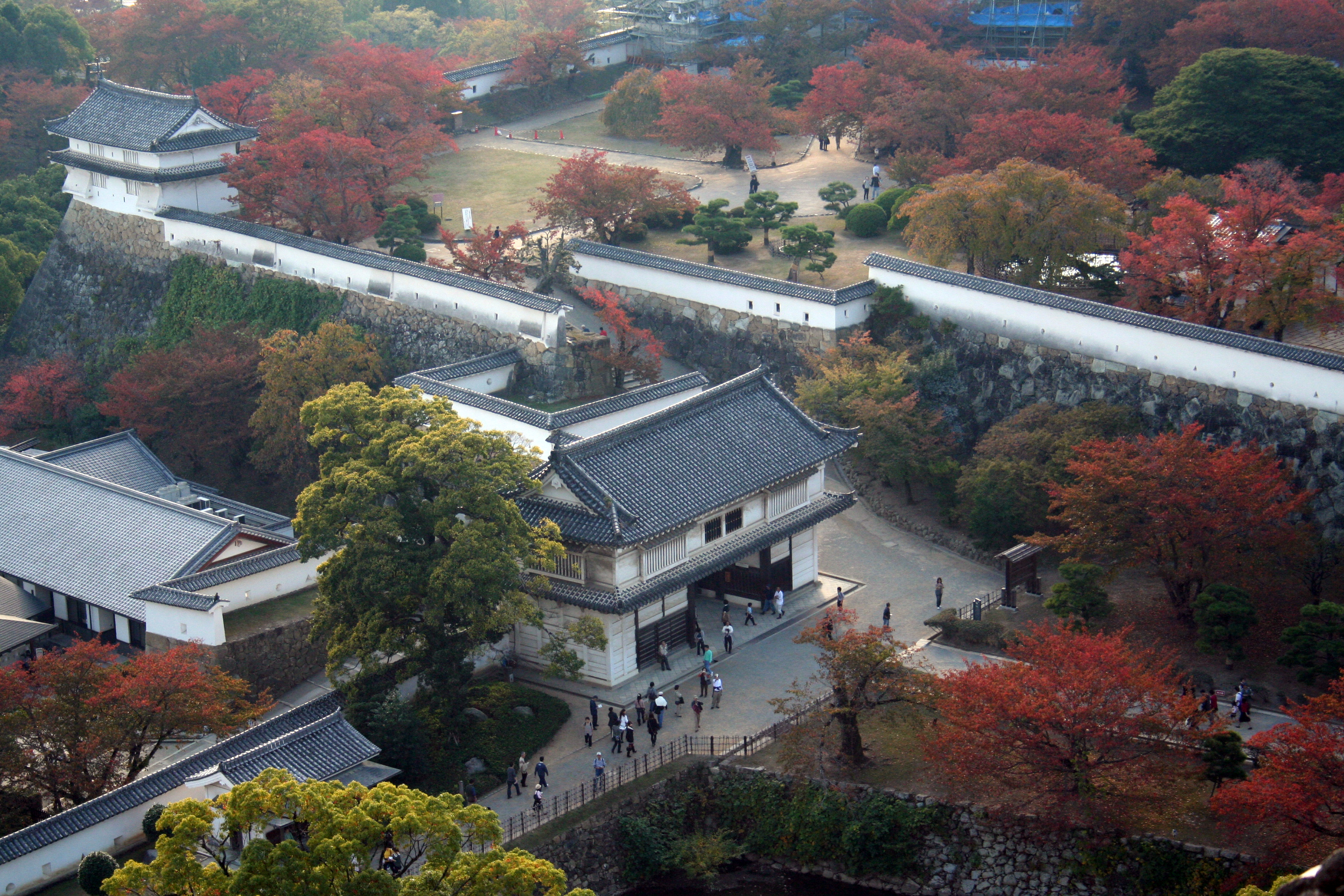
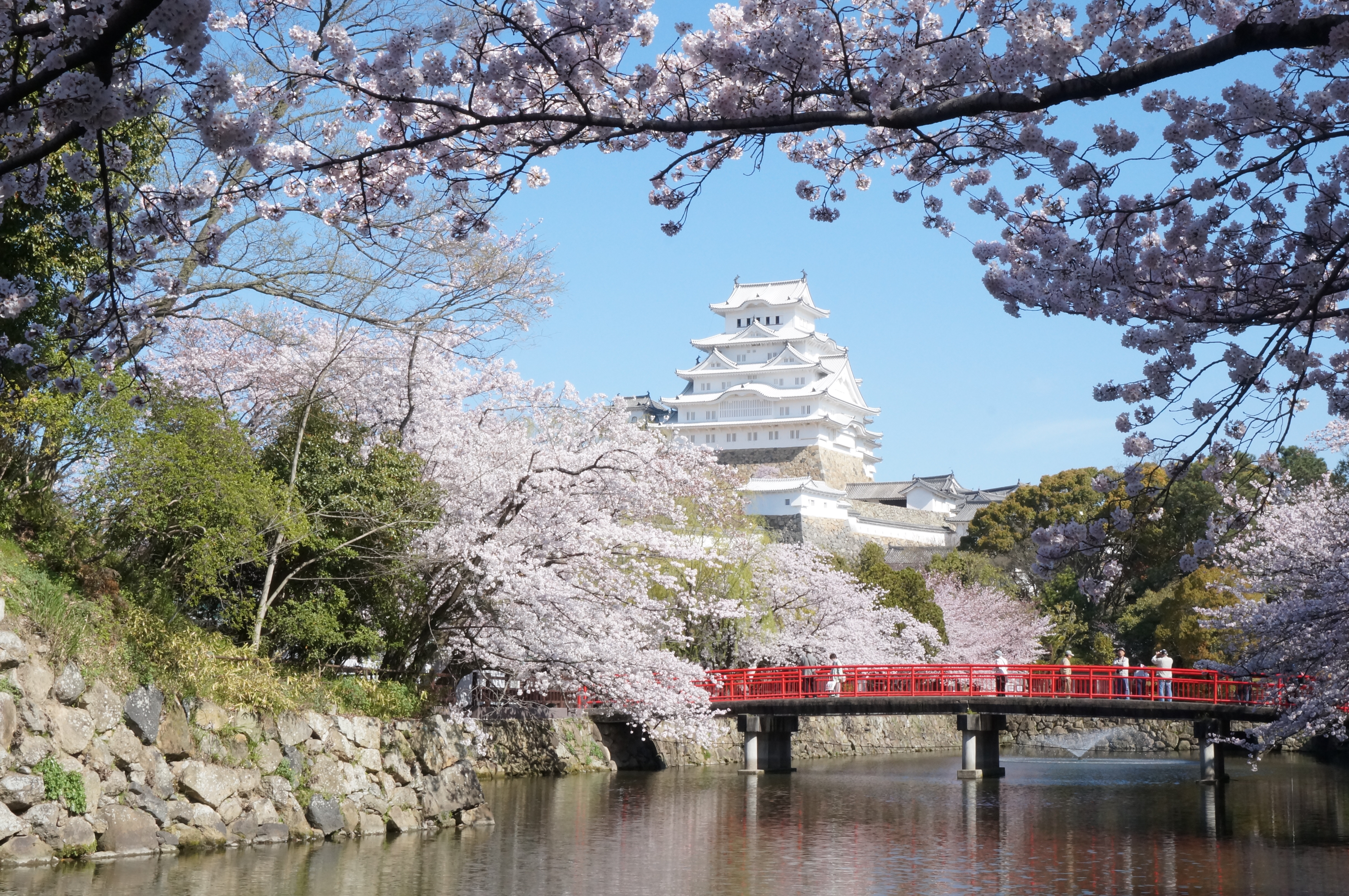
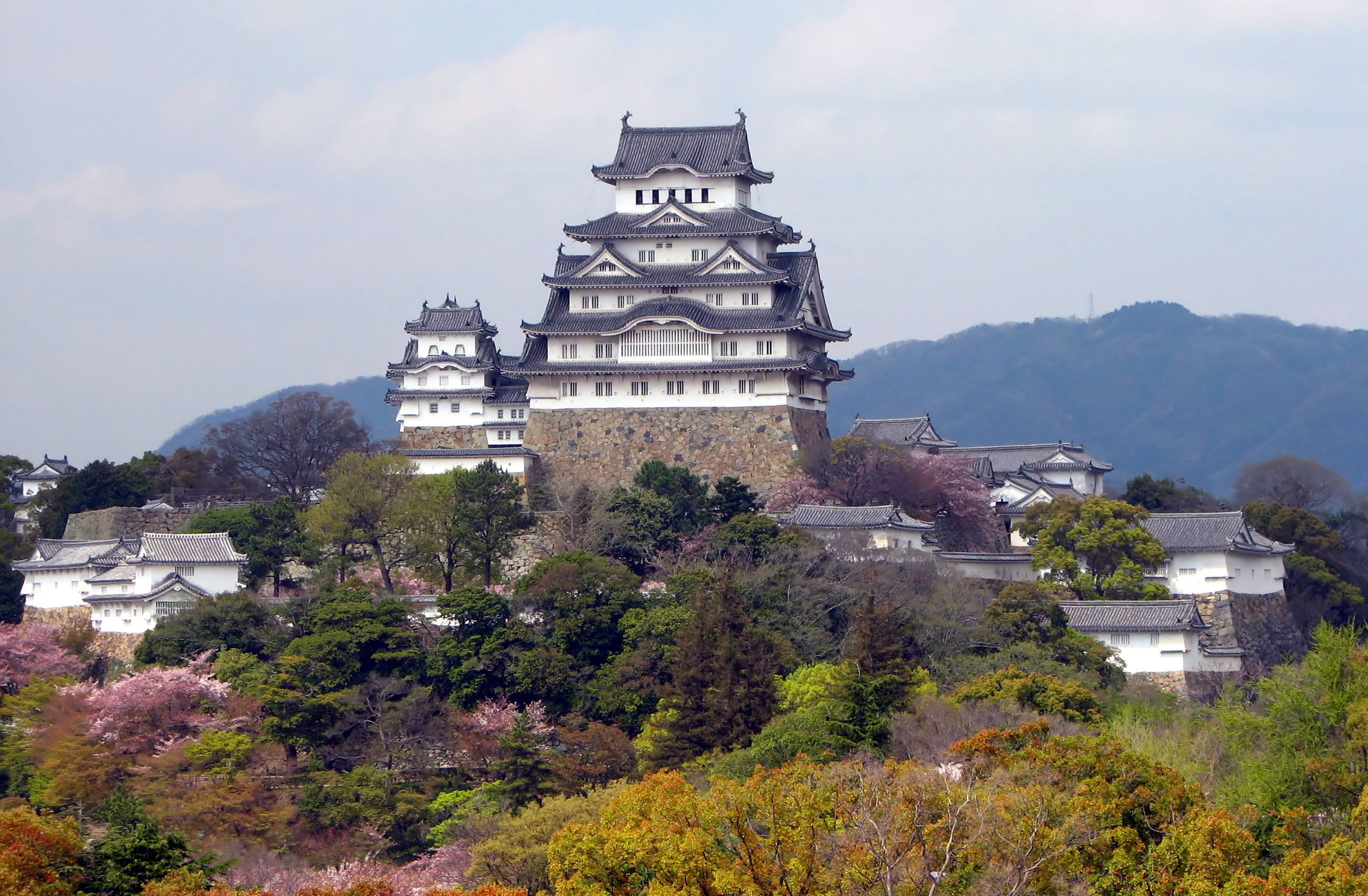

## Legendy
Na początku XVII wieku wierzono, że nowo wybudowany zamek Himeji jest nawiedzany przez złego ducha kobiety o nazwie Osakabe (płeć tej postaci różni się w zależności od wersji). W jednej z wersji, wezwany do wypędzenia upiora (yōkai) słynny samurai, mistrz walki dwoma mieczami, Musashi Miyamoto (1584?–1645) pokonał go w bezpośrednim pojedynku. Księżniczka-widmo Osakabe-hime, rzekomo mieszkająca samotnie w zamkowej wieży, pojawia się do dziś m.in. w literaturze i teatrze kabuki. Przedstawienie pt.: „Osakabe Hime” zostało dołączone do kolekcji o nazwie „Dziesięć rodzajów sztuk nowych i starych” (新古演劇十種, Shinko engeki jisshu) stworzonej przez aktorów linii Kikugorō Onoe w okresie Meiji.